# Bill Nelson (musicista)
William Nelson, detto Bill (Wakefield, 18 dicembre 1948), è un cantante, musicista e produttore discografico britannico.
È noto soprattutto come frontman del gruppo Be-Bop Deluxe, attivo nella seconda metà degli anni '70.

## Carriera
Esordisce nel 1971 da solista con l'album Northern Dream.
Nel 1972 ha formato il gruppo Be-Bop Deluxe, di stampo prog-glam rock. La band pubblica dal 1972 al 1978 cinque album in studio: Axe Victim (1974), Futurama (1975), Sunburst Finish (1976), Modern (1976) e Drastic Plastic (1978), tutti per la Harvest Records.
Dopo lo scioglimento del gruppo, intraprende la carriera solista. Nel 1979 pubblica Sound On Sound, accreditato al gruppo Red Noise. Nello stesso anno pubblica Quit Dreaming, a suo nome, accompagnato dal fratello Ian, sassofonista. Nel 1981 è la volta di Sounding The Ritual Echo, una raccolta di registrazioni casalinghe.
Ha fondato Invisible Exhibition, un progetto artistico itinerante ed ha anche realizzato delle colonne sonore per il mondo del teatro. Nel 1982 realizza un album in solitaria dal titolo The Love That Whirls. Seguono due album collaborativi con Yukihiro Takahashi.
Negli anni '80 incide molti dischi tra cui uno quadruplo (Trial By Intimacy), che avviano la sua cosiddetta "discografia a valanga" proseguita negli anni '90.